# Christianisme en Corée du Sud
Le christianisme est aujourd’hui la principale religion de Corée du Sud, il rassemble en 2010 31,6 % des Sud-Coréens, contre 24,2 % pour le bouddhisme. Le christianisme est lui-même partagé entre 24,0 % de protestants et 7,6 % de catholiques. 

## Les débuts de l’évangélisation
C’est par les ouvrages des jésuites publiés en Chine que le christianisme est introduit en Corée au XVIIIe  siècle, durant la dernière dynastie Yi. Cette époque voit le féodalisme centralisé vaciller sur ses bases. D’une part, les bourgeoisies, nées du développement de l’agriculture, de l’artisanat et de l’industrie, commencent à former une nouvelle classe sociale riche, menaçant le pouvoir centralisé, et le mouvement du peuple, né du développement de la culture et de la religiosité populaire, intensifie sa critique vis-à-vis des dirigeants et de leurs spéculations confucéennes. D’autre part, certains lettrés, et cela depuis le XVIIe  siècle, en éprouvant l’aporie du néoconfucianisme, sont en quête d’une issue pour mieux promouvoir le bien-être du peuple. Ainsi naît une nouvelle école appelée Sil-hak — que l’on peut traduire par « Science du réel » ou « Étude pragmatique » — de tendance progressive, pragmatique et positiviste. Cette école cherche des solutions par le recours au confucianisme originel, non contaminé par le taoïsme et le bouddhisme, tout en recevant l’inspiration et la connaissance scientifiques à travers les ouvrages des jésuites, publiés en chinois et introduits en Corée depuis déjà près d’un siècle. Ses membres acceptent l’aspect scientifique et pragmatique de la pensée occidentale, mais restent critiques vis-à-vis du dogme religieux, surtout celui d’un Dieu personnel et Créateur ainsi que de la pensée d’une vie après la mort.
Vers la fin du XVIIIe  siècle, toutefois, certains lettrés, en scrutant ces ouvrages ont pénétré, sans aucune aide des missionnaires étrangers, jusqu’à la présence du Dieu biblique, et ils sont devenus les fondateurs de l’Église en Corée. À cause de leur pratique d’égalité entre les hommes et de leur refus du rite des ancêtres, considérés comme subversifs, ils seront bientôt martyrisés pour leur foi chrétienne. En 1777, quelques intellectuels organisent une réunion pour étudier les questions sur le Ciel, le monde, l’homme. Ils travaillent à partir des livres des lettrés anciens, mais aussi sur des livres écrits par les Occidentaux venus de Pékin. Durant cette réunion, ils sont séduits par la cohérence de la doctrine chrétienne et décident, durant la conférence, de pratiquer la prière. En 1783, l’un d’eux, Yi Seung-Hoon, va se rendre à la cour de Pékin pour accompagner son père ambassadeur, et son ami Yi Piek le persuade de recevoir le baptême à Pékin. En 1784, Yi Seung-Hoon est baptisé dans l’église du Nord de Pékin. Le Père de Ventavon, un jésuite, écrit le 25 novembre 1784 : « Les ambassadeurs vinrent, sur la fin de l’année dernière, eux et leur suite, visiter notre église; nous leur donnâmes des livres de religion. Le fils d’un de ces seigneurs, âgé de 27 ans, érudit et très bon lettré, les lut avec empressement; il y vit la vérité et, la grâce agissant sur son cœur, il résolut d’embrasser la religion après s’en être instruit à fond. » (Missions étrangères de Paris, Lumière sur la Corée, Paris, Le Sarment-Fayard, 1984, p. 24). À son retour, Yi Seung-Hoon baptise ses amis, et ces néophytes commencent à annoncer la Bonne Nouvelle.

## La période de pseudo-hiérarchie
En 1786, commence pour l’Église de Corée une période de «pseudo-hiérarchie» : durant deux ans, ces chrétiens organisent la communauté et fondent un système hiérarchique pour administrer la vie communautaire, les sacrements, en particulier le baptême et la confession, tout cela dans l’ignorance de la tradition de l’Église. Yeongkil Charles Lee apporte quelques précisions sur ce temps d’absence de prêtre : « Selon le témoignage de Hwang Sa-yeong, ils s’organisaient entre eux et à leur manière : outre la pseudo-hiérarchie, la Myeonngdo-hoe (il s’agit d’une structure qui permettait d’assumer la vie communautaire et de poursuivre l’activité missionnaire) était opérationnelle comme structure ecclésiale, dans le but de poursuivre l’activité missionnaire. Ou encore, plusieurs responsables étaient choisis afin de conduire l’assemblée de prière, clandestine mais régulière, qui permettait aux chrétiens d’écouter la parole de Dieu pour approfondir leur connaissance du mystère du salut, de s’encourager à rester fidèles à la voie du Seigneur […] ». C’est seulement en 1795, près de vingt ans après la réunion des lettrés, qu’un prêtre chinois, Jou Moun-Mo, arrive à Séoul, mais il ne reste que six ans auprès des chrétiens.
En 1831, l’Église de Corée est érigée en vicariat apostolique et confiée aux Missions étrangères de Paris, mais c’est seulement à partir de l’année 1835 qu’elle accueille ses premiers prêtres. Durant ces longues périodes d’absence de prêtre, ce sont des laïcs qui vont assumer la vie communautaire et la transmission de la foi.
Cette émergence importante des laïcs dans l’Église de Corée va jouer un rôle déterminant au XVIIIe siècle dans la vie ecclésiale et dans la mission, et cela, aussi bien en présence qu’en l’absence de prêtres. Jusqu’à nos jours, les laïcs jouent un rôle capital dans la transmission de la foi ainsi que dans la vie ecclésiale. Ainsi, fondée par des Coréens laïcs, sans intervention des missionnaires étrangers, cette Église, après avoir enduré de nombreuses persécutions, connaîtra la liberté religieuse à la fin du XIXe  siècle, mais restera, jusque dans les années 1960, assez timide, préoccupée de sa protection et de sa survie. C’est surtout dans les années 1960-1990 que la présence du christianisme deviendra bien visible, par son engagement en faveur de la justice et des droits de l’homme.

## La tolérance

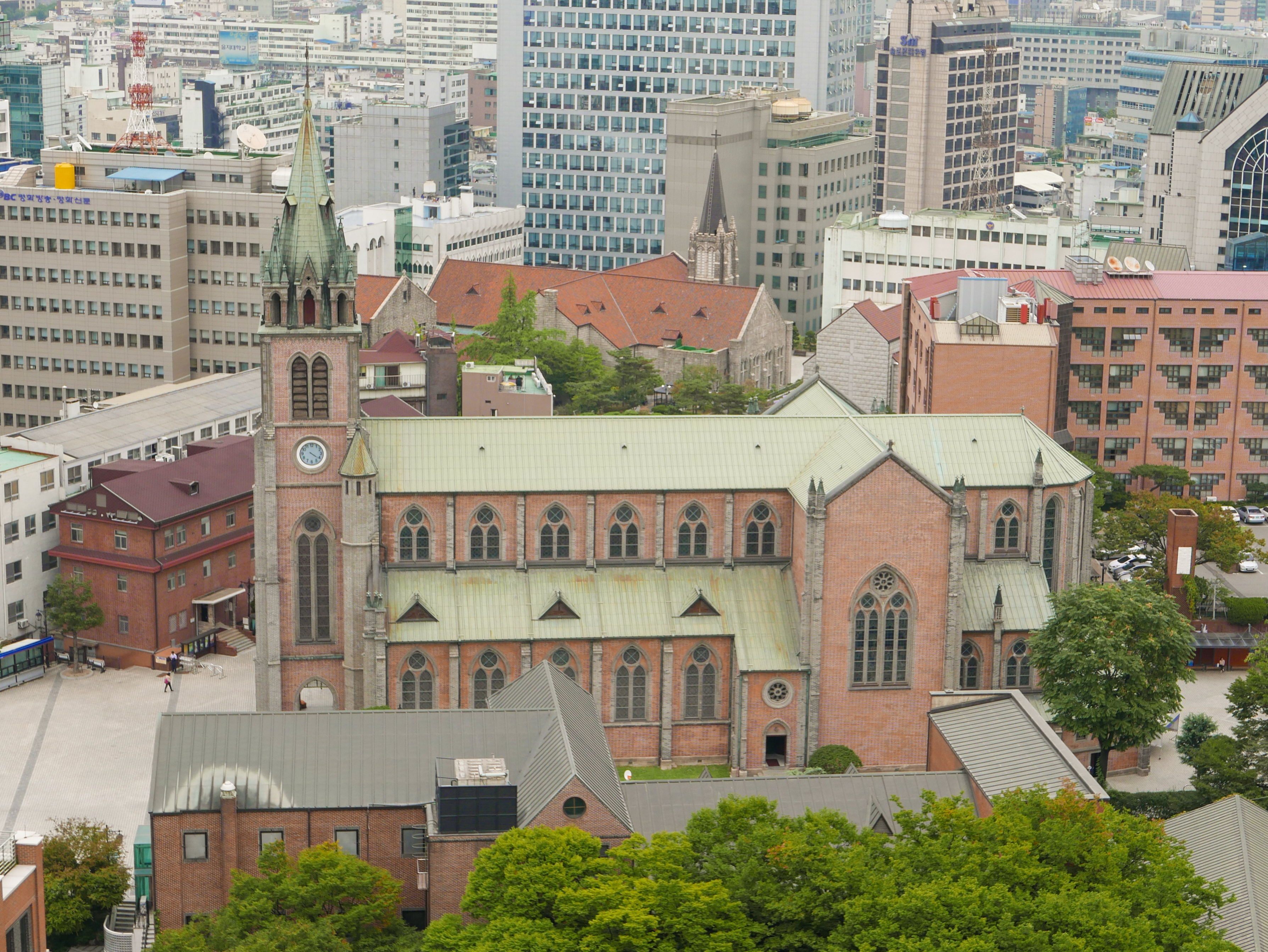
La cathédrale Myeong-Dong, construite dans un style néogothique

En 1883, sous la pression internationale, le royaume de Corée accepte la liberté religieuse. Le missionnaire français Philippe Ridel fut libéré de prison et réorganisa l’Église. Il fonda le premier séminaire de Séoul en 1891. De même, la cathédrale de Séoul et des églises de province furent construites durant cette période.

## Le développement de missions protestantes
À partir de 1885, les missions protestantes s’établirent en Corée sous l’impulsion de missionnaires britanniques et américains. Les plus présents étaient les presbytériens et les méthodistes. Ils développèrent le christianisme à travers un réseau d’écoles, d’hôpitaux et d’œuvres de bienfaisance. Les missions protestantes bénéficièrent ainsi d’une image positive auprès de la population coréenne. En parallèle, ils cherchèrent à adapter l’évangile à la culture coréenne. C’est ainsi que le missionnaire écossais John Ross traduisit la Bible en coréen en 1887.

## L’occupation japonaise
Pendant l’occupation japonaise de la péninsule (1910-1945), les chrétiens firent peu à peu l’objet d’une répression de l’administration japonaise qui occupait la péninsule et tentait d’imposer la religion traditionnelle du Japon, le shinto. De nombreux chrétiens furent impliqués dans le mouvement nationaliste coréen : la moitié des signataires de la déclaration d'indépendance de la Corée, en 1919, étaient chrétiens. À l'approche de la guerre, l'hostilité des Japonais envers le christianisme se renforça, et les missionnaires étrangers furent chassés de Corée en 1940.

## L’expansion du christianisme après 1945
Le christianisme en Corée du Sud a connu une nouvelle expansion à partir de 1945. L’occupation soviétique de la Corée du Nord en 1945 a poussé à l’exil la plupart des chrétiens. Il était estimé que les deux tiers des chrétiens coréens vivaient dans la partie nord du pays avant 1945. Cet exil a renforcé le christianisme en Corée du Sud, qui était restée jusque-là plus traditionnelle. En parallèle, le christianisme apparaissait au gouvernement sud-coréen comme une protection idéologique au communisme. Comme au début de XXe siècle, le christianisme a continué son expansion en Corée du Sud, à partir de services sociaux (écoles, assistance aux pauvres…) ainsi que des aumôneries militaires et industrielles.
Sous la dictature de Park Chung-hee (1962-1979), les institutions chrétiennes étaient surveillées par les services secrets.
Le christianisme a connu une expansion particulièrement forte dans les années 1970 et 1980, et a dépassé le bouddhisme en nombre de fidèles. Jusqu’aux années 1980, les églises protestantes ont progressé plus vite que les missions catholiques. À partir des années 1980, le catholicisme s’est fortement renforcé en Corée du Sud, notamment par l’implication de l’Église dans la lutte contre la dictature et par le dynamisme provoqué par l’arrivée à la présidence du catholique Kim Dae Jung.

## XXIesiècle
Le christianisme est aujourd’hui la première religion de Corée du Sud, devant le bouddhisme. C’est la religion de nombreux dirigeants de Corée du Sud depuis 1945, dont le catholique Kim Dae-jung (1998-2003) et le presbytérien Lee Myung-bak (2008-2013). Le dynamisme du christianisme est aussi visible par le grand nombre de missionnaires (10 000), essentiellement protestants, partis prêcher à l’étranger. La Corée du Sud est ainsi le second pays missionnaire après les États-Unis. L’activisme des chrétiens dans un pays de tradition bouddhiste ne va pas sans provoquer de tensions. La communauté bouddhiste se plaint fréquemment de vandalisme commis sur les temples, ou de prosélytisme virulent à leur égard, même dans les centres culturels bouddhistes. Les bouddhistes se plaignent aussi de leur sous-représentation dans le monde politique, et du non-respect par les dirigeants de la neutralité de l'État en matière religieuse.
Parmi les communautés protestantes, les presbytériens sont les plus nombreux (2 300 000), suivis des méthodistes (1 500 000), et d’Églises évangéliques coréennes, comme la Yoido Full Gospel Church, qui compte environ 750 000 membres. Le nombre de protestants s'est stabilisé en Corée du Sud depuis 1995, et comptait 8 600 000 fidèles en 2005. De son côté, le catholicisme est la religion de 5 100 000 Sud-Coréens, et affiche une forte progression depuis 1985. Le nombre de conversions au catholicisme est d'environ 100 000 par an. Il existe aussi des nouvelles religions d’origine chrétienne, y compris l’Église de l'Unification, l’Église de Dieu - Société missionnaire mondiale et l’Autel de la Victoire (Victory Altar).
En 2004, la Corée du Sud devient la deuxième source de missionnaires chrétiens dans le monde, après les États-Unis et devant l’Angleterre ,.
La communauté protestante, qui ne comprenait que 100 000 personnes en 1945 (0,5 % de la population), est passée en 2015 à 9 676 000 personnes (19,7 % de la population) et constitue alors la seconde communauté religieuse du pays après les bouddhistes. L’Église protestante détient 6 chaînes de télévision, 109 universités, 631 écoles d'enseignement primaire et secondaire et 196 établissements médicaux. Elle comprend également 259 associations. Elle est sur-représentée au niveau politique, la proportion d'élus au Parlement se réclamant de cette confession oscillant entre 31 % et 41 % au cours des années 2000 et 2010. Enfin, plus de 30 000 missionnaires sud coréens opèrent à l'étranger, un nombre en constante augmentation.

## Sources
- Histoire de l'Église de Corée, Charles Dallet, 1874, 2 volumes
- Christianisme : Guide illustré de 2000 ans de foi chrétienne, Ann-Marie B. Bahr, dir., Ullmann, 2009, 448 p,  (ISBN 978-3-8331-5313-6)
- Nathalie Luca, « Pentecôtismes en Corée / Pentecostalisms in Korea », Archives de Sciences Sociales des Religions, vol. 99, no 105,‎ 1999, p. 99-123 (lire en ligne, consulté le 7 mars 2018).